# Froggattisca rieki
Froggattisca rieki is een insect uit de familie van de mierenleeuwen (Myrmeleontidae), die tot de orde netvleugeligen (Neuroptera) behoort. 
Froggattisca rieki is voor het eerst wetenschappelijk beschreven door New in 1985.